# Brampton (Lincolnshire)
Brampton – osada w Anglii, w hrabstwie Lincolnshire, w dystrykcie West Lindsey. Leży 16 km na północny zachód od Lincoln i 205 km na północ od Londynu.